# Robert Broom
Pour les articles homonymes, voir Broom.
Robert Broom, né le 30 novembre 1866 à Paisley (Écosse) et mort le 6 avril 1951 à Pretoria (Afrique du Sud), est un médecin, paléontologue et paléoanthropologue sud-africain d'origine écossais,.
De 1903 à 1910, il est professeur de zoologie et de géologie a l'université de Stellenbosch, dans la ville du même nom, en Afrique du Sud, puis devient conservateur de la paléontologie des vertébrés au South African Museum, dans la ville du Cap.

## Biographie
Robert Broom né à Paisley, dans le Renfrewshire, en Écosse de l'union de John Broom et d'Agnes Hunter Shearer. En 1893, il épouse Mary Baird Baillie, son amie d'enfance.
Durant ses études de médecine à l'université de Glasgow, Broom se spécialise en obstétrique. Après avoir obtenu son diplôme en 1895, il voyage en Australie, subvenant à ses besoins en pratiquant la médecine. Il s'installe en Afrique du Sud en 1897, juste avant la guerre qui le marque. De 1903 à 1910, il est professeur de zoologie et de géologie a l'université de Stellenbosch, dans la ville du même nom, en Afrique du Sud, puis devient conservateur de la paléontologie des vertébrés au South African Museum (en), dans la ville du Cap, mais est contraint de quitter ce poste pour avoir promu la croyance en l'évolution,,,. Il s'établit comme médecin dans la région de Karoo, toujours en Afrique du Sud, une région riche en fossiles de thérapsides. Sur la base de ses études continues de ces fossiles et de l'anatomie des mammifères, il est nommé membre du Royal Society en 1920. À la suite de la découverte de l'enfant de Taung, il s'intéresse à la recherche d'autres pré-humains et commence à travailler sur des fossiles beaucoup plus récents des grottes de dolomite au nord-ouest de Johannesburg, en particulier la grotte de Sterkfontein (qui fait maintenant partie du patrimoine mondial avec les autres sites des hominidés fossiles d’Afrique du Sud). En plus de décrire de nombreux fossiles de mammifères de ces grottes, il identifie plusieurs fossiles d'hominidés, dont le plus complet est un crâne d'australopithèque, surnommé Mrs. Ples, et un squelette partiel qui indique que les australopithèques marchaient debout.
Broom est mort à Pretoria, Afrique du Sud en 1951.

## Carrière

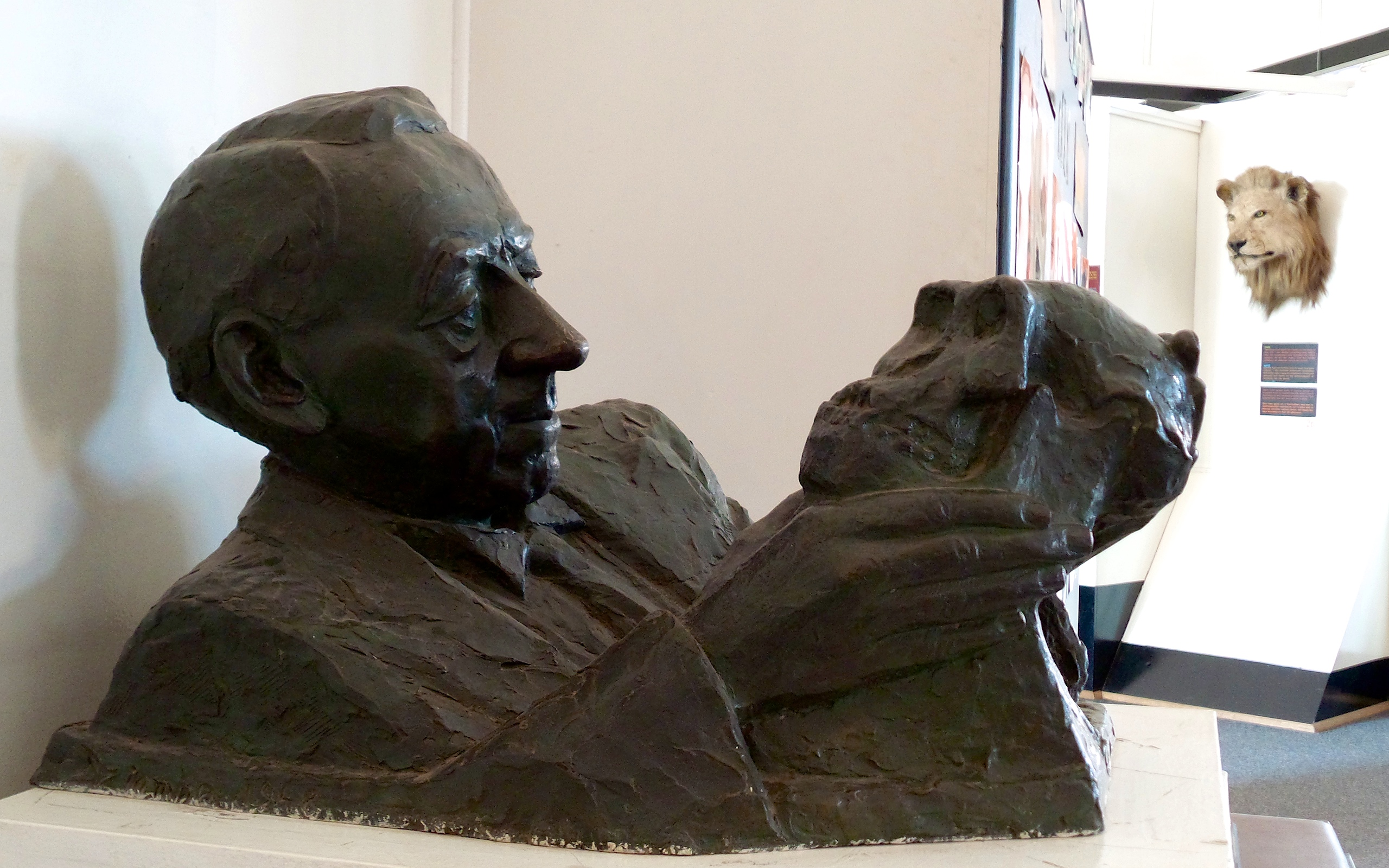
Buste de Robert Broom tenant le crâne de Mrs. Ples.

Broom est d'abord connu pour son étude concernant les « reptiles mammaliens » et les sauropsides. En effet, ce dernier mène des recherches paléontologiques dans le Karoo, où il découvre de nombreux fossiles de synapsides et de diapsides datant du Permien et Trias. En 1905, Il crée le taxon Therapsida, clade qui englobe les mammifères, leurs ancêtres et leurs parents éteints.
Après la découverte par Raymond Dart de l'enfant de Taung, un australopithèque juvénile, l'intérêt de Broom pour la paléoanthropologie s'est accru. La carrière de Broom semblait terminée et sombra dans la pauvreté, lorsque Dart écrivit à Jan Smuts à propos de la situation. Smuts, exerçant des pressions sur le gouvernement sud-africain, réussit à obtenir un poste pour Broom en 1934 avec le personnel du musée du Transvaal de Pretoria en tant qu'assistant en paléontologie.
Au cours des années suivantes, Broom et John T. Robinson ont fait une série de découvertes spectaculaires, y compris des fragments de six Hominini à Sterkfontein, qu'ils nomment Plesianthropus transvaalensis, populairement appelée Mrs. Ples, mais qui a ensuite été classée comme un adulte Australopithecus africanus, ainsi que d'autres découvertes sur les sites de Kromdraai et Swartkrans. En 1937, Broom fait sa découverte la plus célèbre, en définissant le genre Paranthropus avec sa découverte de Paranthropus robustus. Ces découvertes ont aidé à soutenir les revendications de Dart pour l'espèce provenant de Taung.
Pour son volume The South Africa Fossil Ape-Men, The Australopithecinae, dans lequel il propose la sous-famille Australopithecinae, Broom reçoit la médaille Daniel-Giraud-Elliot de l'Académie nationale des sciences en 1946.
Le reste de la carrière de Broom est consacré à l'exploration de ces sites et à l'interprétation des nombreux restes d'hominidés anciens qui ont été découverts. Il continue à écrire jusqu'à la fin de sa vie. Peu de temps avant sa mort, il termina une monographie sur les australopithèques et fit remarquer à son neveu :

« Maintenant c'est fini... et moi aussi. »

— Robert Broom

## Critique du darwinisme
Broom est un non-conformiste et s'intéresse profondément au paranormal ainsi qu'au spiritualisme et est un virulent critique du darwinisme et du matérialisme : il croit en « l'évolution spirituelle (en) ». Dans son livre publié en 1933, The Coming of Man: Was it Accident or Design?, il affirme que des agents spirituels auraient « guidé » l'évolution car les animaux et les plantes seraient trop complexes pour être apparus par pur hasard. Selon Broom, il y a deux types différents de forces spirituelles, et seuls les médiums sont capables de les voir. Broom affirme qu'il y a un « plan » et un « but » dans l'évolution et que l'origine d'Homo sapiens en est le « but ultime » :

« Une grande partie de l'évolution semble avoir été planifiée pour aboutir à l'homme, et à d'autres animaux et plantes pour faire du monde un endroit convenable pour lui »

— Robert Broom
Après avoir découvert le crâne de Mrs. Ples, les journalistes demande à Broom s'il avait fouillé au hasard, ce à quoi ce dernier répond que « des esprits lui avaient dit où trouver ses découvertes ».

## Héritage
Robert Broom est commémoré sous le nom scientifique d'une espèce de serpent aveugle australien, Anilios broomi,.

## Publications
Parmi les centaines d'articles qu'il a rédigés dans des revues scientifiques, les plus importants étant :

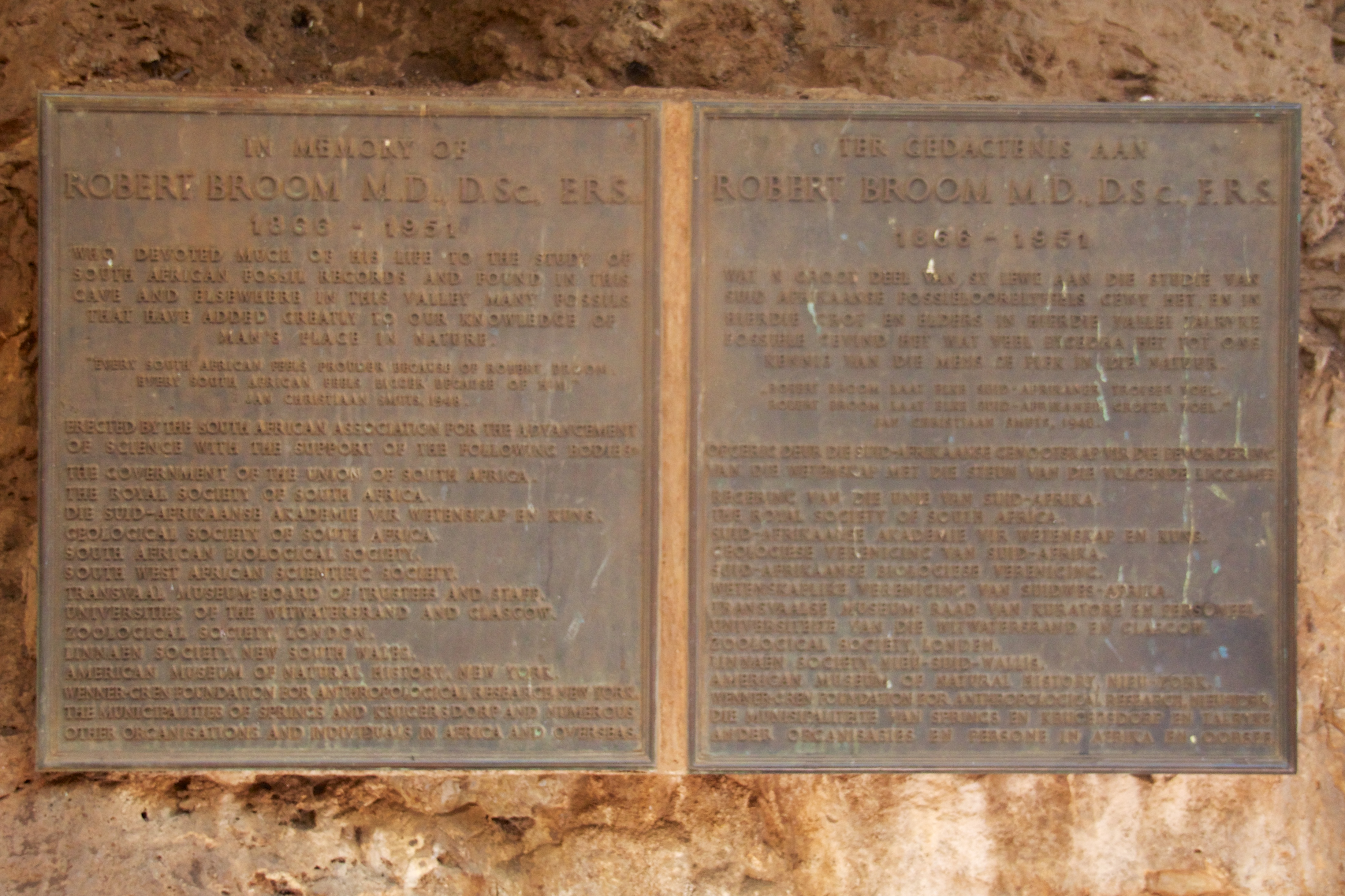
Plaque commémorative à Sterkfontein.

### Articles scientifiques
- Fossil Reptiles of South Africa dans Science in South Africa (1905)
- Reptiles of Karroo Formation dans Geology of Cape Colony (1909)
- Development and Morphology of the Marsupial Shoulder Girdle dans Transactions of the Royal Society of Edinburgh (1899)
- Comparison of Permian Reptiles of North America with Those of South Africa dans Bulletin of the American Museum of Natural History (1910)
- Structure of Skull in Cynodont Reptiles dans Proceedings of the Zoölogical Society (1911).
- The South Africa Fossil Ape-Men, The Australopithecinae (1946).

### Ouvrages
- The origin of the human skeleton: an introduction to human osteology (1930)
- The mammal-like reptiles of South Africa and the origin of mammals (1932)
- The coming of man: was it accident or design? (1933)
- The South African fossil ape-man: the Australopithecinae (1946)
- Sterkfontein ape-man Plesianthropus (1949)
- Finding the missing link (1950)

### Articles annexes
- Therapsida
- Australopithecus
- Paranthropus
- SK 48